# Noodcentrale 112

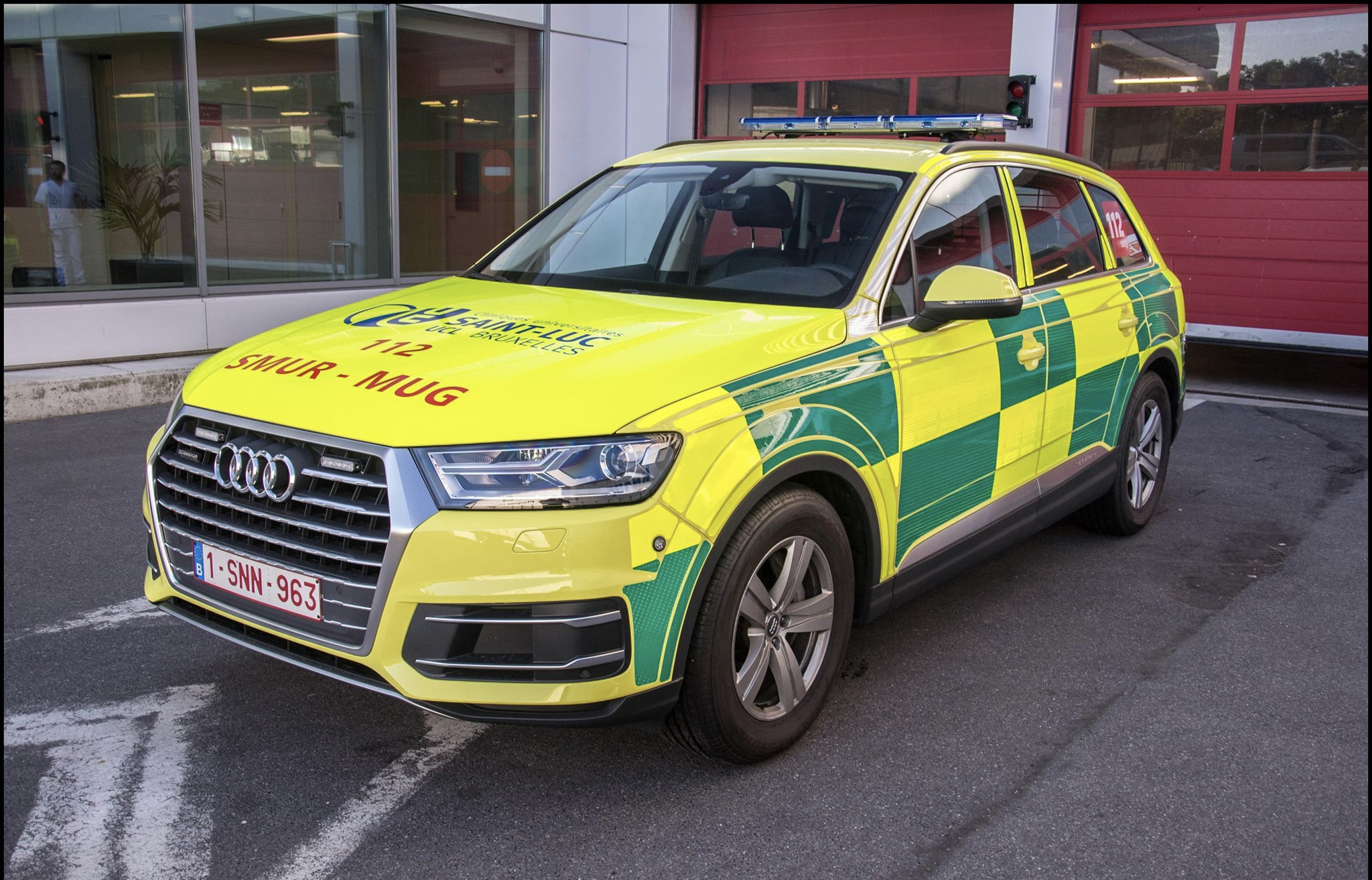

De Noodcentrales 112 oftewel NC 112 (in het Frans: Centrales d'urgences 112 oftewel CU 112) zijn in België de meldkamers oftewel noodcentrales die de oproepen naar de noodnummers 100 en 112 voor de brandweer en de medische hulpdiensten aannemen. Er is een Noodcentrale 112 voor elke provincie en het arrondissement Brussel-Hoofdstad (behalve voor Waals-Brabant). De Noodcentrales 112 maken als de zogenaamde 'eenvormige oproepcentra' deel uit van de keten van de Dringende Geneeskundige Hulpverlening, naast de interventiediensten (gewone ambulances, PIT-diensten en MUG-diensten) en de spoedgevallendiensten van ziekenhuizen. Noodoproepen voor de politie naar het noodnummer 101 worden niet in de Noodcentrales 112 maar in de Communicatie- en Informatiecentra (CIC's) van de politie aangenomen.
Tot voor mei 2018 hadden de Noodcentrales 112 de naam Hulpcentra 100/112, vaak afgekort tot HC-100/112 of een variant daarvan (in het Frans: Centres de Secours 100/112 oftewel CS-100/112). Omdat het nummer 100 al lang niet meer werd gepromoot als noodnummer en het aantal oproepen ernaar gevoelig afnam de afgelopen jaren, stelde de FOD Binnenlandse Zaken in mei 2018 de naamswijziging officieel voor.

## Geschiedenis
Het Verenigd Koninkrijk voerde in 1937 in Londen voor het eerst een alarmnummer in (namelijk 999) na een brand waarbij 5 vrouwen om het leven kwamen. Een nationaal noodnummer voor dringende medische hulpverlening werd in België geïntroduceerd in 1958 door de Hasseltse politicus Paul Meyers na in 1958 moeilijk dringende hulp bij een verkeersongeval te hebben gekregen. Men koos voor het nummer 900 dat gratis diende te zijn en ook vanuit openbare telefooncellen gebeld zou kunnen worden. Er werd een Hulpcentrum 900 opgericht voor telkens één of meerdere telefoonzones. Men koos ervoor de (toen 16) Hulpcentra 900 bij de al bestaande meldkamers van de brandweer onder te brengen omdat dit de enige dienst was die hiervoor een permanentie kon verzekeren. In 1959 werd het eerste Hulpcentrum 900 in Antwerpen geïnstalleerd en in 1963 trad het Hulpcentrum 900 van Kortrijk als laatste in werking. België was hiermee het eerste land met een nationaal dekkend noodnummer. Omdat de Hulpcentra 900 bij de brandweer waren geïnstalleerd begon de bevolking na verloop van tijd het noodnummer 900 ook voor brandweeroproepen te gebruiken, hoewel dit niet de oorspronkelijke bedoeling was.
Begin de jaren 80 werd de verouderde apparatuur in de Hulpcentra 900 vervangen door geïntegreerde meldtafels, die ook pagers konden activeren. In 1987 werd het nummer 900 vervangen door 100. Eind jaren 90 werden de 16 Hulpcentra 100/112 gereduceerd tot 10; één per provincie en het Brussels Hoofdstedelijk Gewest (behalve Waals-Brabant). Besluit 91/396/EEG van de Raad van de Europese Unie van 29 juli 1991 bepaalde dat 112 het Europese noodnummer was dat in elke lidstaat moest kunnen gebeld worden. In België koos men om het nummer gelijk te stellen met het noodnummer 100; beide nummers verbinden de beller met een Hulpcentrum 100/112. Richtlijn 2002/22/EG van het Europees Parlement en de Raad van de Europese Unie van 7 maart 2002 stelde de invoering van het nummer 112 verplicht. In 2005 is besloten het nummer 112 uit te bouwen tot het centrale alarmnummer voor alle noodoproepen. De Hulpcentra 100/112 en de Communicatie- en Informatiecentra zouden samengevoegd worden tot geïntegreerde 112-centra en het nummer 112 zal in de toekomst de nummers 100 en 101 vervangen.
In mei 2018 besloot de FOD Binnenlandse Zaken de officiële naam van de centra te veranderen tot 'Noodcentrales 112'. Het noodnummer 100 werd namelijk al jaren niet meer gepromoot door de overheid; het aantal oproepen naar het nummer 100 nam dan ook stelselmatig af terwijl de oproepen naar het nummer 112 toenamen. Het noodnummer 100 blijft evenwel nog steeds actief en zal de beller nog steeds doorverbinden met de Noodcentrale 112.

## Werking

### Noodoproepen

#### Verbinding
Wanneer iemand het noodnummer 100 of 112 belt, wordt hij doorverbonden met de Noodcentrale 112 van de provincie waarin hij zich bevindt.  Dit wordt "origin-based routing" genoemd en is complexer dan de procedures voor een standaard oproep (destination-based routing).  Bovendien moet het oproepend nummer steeds naar de noodcentrale meegegeven worden, ook als de beller zijn toestel op "anoniem bellen" heeft ingesteld.  De noodcentrale zelf heeft een dubbele aansluiting op het telefoonnet, bij voorkeur via 2 verschillende operatoren.  Als er één toegang uitvalt, dan blijft de noodcentrale nog steeds bereikbaar via de tweede toegang.  Bij overbelasting van het telefoonnet hebben noodoproepen voorrang.
Iedere provincie en het Brussels Hoofdstedelijk Gewest heeft zijn eigen Noodcentrale 112 dat bij elke provincie gelegen is in de provinciehoofdstad. Als enige uitzondering heeft Waals-Brabant sinds de opdeling van de oude provincie Brabant in het Brussels Hoofdstedelijk Gewest, Vlaams-Brabant en Waals-Brabant nog steeds geen eigen Noodcentrale 112. De noodoproepen uit Waals-Brabant worden aangenomen door de Noodcentrales 112 uit de naburige provincies. Met welk Noodcentrale 112 de beller doorverbonden wordt hangt af van de locatie van de gsm-mast of de telefoonzone van waaruit de beller belt. Zo is het mogelijk dat een mobiele beller in het grensgebied van een provincie met de Noodcentrale 112 van een andere provincie wordt doorverbonden.
Bij het bellen naar de Noodcentrale 112 kan het tot 15 seconden duren eer men de beltoon hoort. Indien een noodoproep niet binnen een aantal seconden wordt aangenomen, krijgt de beller een bandopname te horen die duidelijk maakt dat de beller verbonden is met de noodcentrale en die de beller vraagt nog even te wachten en niet in te haken. Het bellen van de noodnummers is gratis en kan via een vaste telefoonverbinding, een mobiele telefoon (met geldige simkaart) of een openbare telefooncel. De noodnummers zijn 24 uur op 24 uur bereikbaar. Oproepen naar de noodnummers worden opgenomen en kunnen herbeluisterd worden, bijvoorbeeld wanneer de operator niet alle informatie in één keer heeft kunnen verwerken. In de wet van 13 juni 2005 betreffende de elektronische communicatie is bepaald dat deze opnames tot een jaar lang bewaard mogen worden. Als men de noodcentrales zonder geldige reden opbelt, kunnen de operatoren in de noodcentrales de oproepen van mensen die echt in nood zijn niet aannemen. Deze mensen moeten dus langer wachten op een antwoord en dus ook op de hulpdiensten. Het misbruik maken van noodnummers is daarom strafbaar.

#### Toegankelijkheid
Doven, slechthorenden of mensen met een spraakstoornis kunnen zich laten registreren waarna zij twee nummers ontvangen waar zij een noodfax naartoe kunnen sturen. Sinds 15 februari 2015 kunnen zij zich ook registreren via de website van het noodnummer 112 om twee nummers (één voor brandweer- en medische hulp, een voor politiehulp) te ontvangen waar zij een nood-sms naartoe kunnen sturen; dit in plaats van een gesproken oproep. In een latere fase zou voorzien worden dat ook de nummers 100, 101 en 112 via sms bereikbaar worden. Sms-berichten kunnen net als spraakoproepen tot een jaar bewaard worden. Omdat grote evenementen zoals festivals vaak geen duidelijk adres hebben werden in mei 2016 RVP-borden ('rendez-vous points') ingevoerd. Deze borden zijn rood met witte tekens en hebben een unieke code waardoor de operator onmiddellijk weet waar de beller zich bevindt. Het is de bedoeling dat de beller bij het bord de hulpdiensten dan opwacht.
Eind juni 2017 werd tevens de mobiele applicatie '112 BE' gelanceerd voor Android- en iOS-toestellen waarmee men de noodcentrales kan bereiken. Bij een noodoproep geeft de app de GPS locatie van de oproeper door aan de Noodcentrale 112 of het Communicatie- en Informatiecentrum. Ook biedt de app de mogelijkheid om medische gegevens of ICE-contacten op te slaan, die bij een noodoproep eveneens aan de noodcentrale worden doorgegeven. Ook kan de operator bij een noodoproep een chatfunctie activeren waarmee met de beller kan worden gecommuniceerd indien deze niet kan praten. Verder kan de noodcentrale de smartphone van de beller via de app laten rinkelen indien de hulpdiensten hem moeilijk kunnen vinden. De app werkt wel enkel in België. Enkele weken na de lancering was de app al meer dan 100.000 keren geïnstalleerd.

#### Telefooncentrales [deze paragraaf moet geactualiseerd worden]
Sinds december 2015 worden de oproepen naar de Noodcentrales 112 in Antwerpen, Hasselt en Aarlen gerouteerd via twee nationale telefooncentrales in datacenters van Proximus in Evere en Mechelen. Als de ene uitvalt kan de andere zo als back-up dienen. Deze Noodcentrales 112 werkten tot dan, zoals alle andere nog steeds, met een eigen telefooncentrale. De bedoeling is om alle Noodcentrales 112 op deze telefooncentrales aan te sluiten en zo in één netwerk te laten werken waarbij oproepen gemakkelijk naar andere Noodcentrales 112 kunnen doorgestuurd worden (bij bijvoorbeeld overbelasting) en ze allemaal van gemeenschappelijke databanken kunnen gebruik maken. Deze overschakelingen worden wel enkel doorgevoerd voor de Hulpcentra die met de CAD-software (computer-aided dispatching) van CityGIS werken. De Noodcentrales 112 van Brussel, Luik en Henegouwen zullen in de nabije toekomst op de nationale telefooncentrales aangesloten worden.

### Operatoren

#### Behandeling oproep
Een operator (officieel genaamd 'aangestelde') van de Noodcentrale 112 neemt de noodoproep aan volgens bepaalde procedures. De Noodcentrales 112 streven ernaar van elke oproep binnen 10 seconden aan te nemen. De belangrijkste informatie de operator probeert te verkrijgen is wat er precies aan de hand is, de plaats van de noodsituatie en hoeveel mensen er gewond of in gevaar zijn. De operator kan ook al eerste hulpinstructies geven in afwachting van de hulpdiensten. De operatoren kunnen bij medische oproepen hiervoor de Belgische Handleiding voor Medische Regulatie (BHMR) gebruiken. 'Medische regulatie' verwijst naar het geheel van protocollen hoe de oproepen voor medische hulp moeten worden behandeld. Zo wordt bijvoorbeeld het 'Phone CPR-protocol' toegepast bij noodoproepen voor een hartstilstand waarbij de operator de beller uitlegt hoe hij of zij moet reanimeren. Eind 2015 werd ook de eerste versie van de Belgische Handleiding voor Brandweerregulatie uitgebracht die de operatoren kan helpen met het behandelen van de noodoproepen voor brandweerhulp. Wanneer iemand belt vanaf een vaste telefoonlijn verschijnt het adres van de verbinding automatisch op het scherm. Bij een oproep met een mobiele telefoon wordt geprobeerd de locatie vast te stellen aan de hand van de gsm-masten in de buurt van de oproeper. In steden is dit tot enkele honderden meters nauwkeurig; in landelijke gebieden tot drie kilometer. De operatoren hebben een specifieke opleiding gevolgd en moeten minstens de taal spreken van de provincie waarin ze werken. In de nabije toekomst moeten in elke Noodcentrale 112 alle noodoproepen in het Nederlands, Frans, Engels en Duits kunnen beantwoord worden. Er zijn in België in totaal ongeveer 700 operatoren werkzaam (burgerpersoneel; politieagenten niet meegerekend).

#### Alarmering hulpdiensten

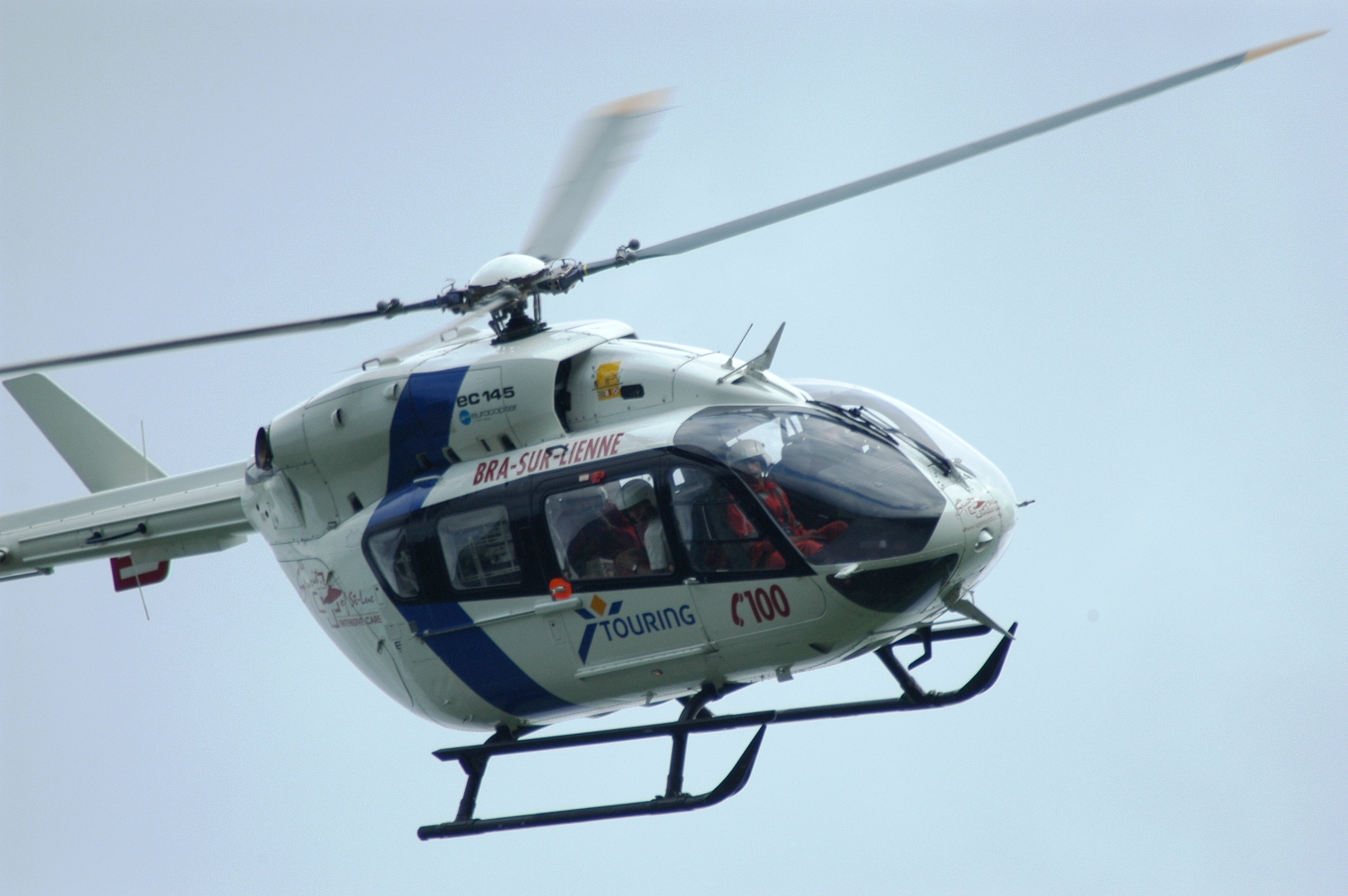
De Noodcentrale 112 kan ook een MUG-helikopter ter plaatse sturen.

De Noodcentrale 112 alarmeert vervolgens, afhankelijk van de aard van de noodsituatie, de dichtstbijzijnde ambulance, MUG, PIT of brandweerploeg (aan de hand van het SAH-principe; 'Snelst Adequate Hulp') door middel van een telefoongesprek, XML en een elektronisch bericht "SDS". Tot de brandweerhervorming in 2007 werd niet altijd de dichtstbijzijnde dienst opgeroepen; de Noodcentrale 112 alarmeerde dan de territoriaal bevoegde brandweer in plaats van de dichtstbijzijnde. Bij de alarmering wordt gebruik gemaakt van CAD-software of C&D CityGis die de operator ondersteunt bij het behandelen van de oproepen, het registreren van de gegevens en het alarmeren en uitsturen van de hulpdiensten. De Noodcentrales 112 van Vlaams-Brabant, Oost-Vlaanderen maken gebruik van de CAD-software van ASTRID. Dit is dezelfde CAD-software waarmee alle Communicatie- en Informatiecentra (CIC's) van de politie werken. De overige Noodcentrales 112 maken gebruik van de C&D CityGIS-software. De Noodcentrale 112 heeft daarnaast ook de bevoegdheid om een arts op te vorderen. De arts of hulpdiensten die door de Noodcentrale 112 opgeroepen worden moeten de hulpopdracht uitvoeren; zij kunnen op enkele uitzonderingen na niet weigeren van ter plaatse te gaan. Indien bijstand van andere diensten nodig is, kan de Noodcentrale 112 deze ook contacteren (bijvoorbeeld het provinciale Communicatie- en Informatiecentrum van de politie indien politiehulp nodig is, de betrokken vervoersmaatschappij bij ongevallen in het openbaar vervoer, de distributienetbeheerder bij ongevallen met nutsvoorzieningen of de Civiele Bescherming indien gespecialiseerde of grootschalige hulp nodig is).

#### Aanduiding ziekenhuis
Indien een patiënt door de hulpdiensten naar een ziekenhuis wordt overgebracht, duidt de Noodcentrale 112 aan naar welke spoedgevallendienst de patiënt moet worden gebracht (de patiënt heeft dus geen keuzevrijheid). De wet- en regelgeving bepaalt dat patiënten enkel naar het dichtbijzijndste ziekenhuis met een erkende spoedgevallendienst (functie "gespecialiseerde spoedgevallenzorg") mogen gebracht worden. In regel duidt de Noodcentrale 112 de dichtstbijzijnde spoedgevallendienst aan; hierop bestaan echter enkele uitzonderingen. Zo kan een MUG-arts bepalen dat een patiënt bepaalde gespecialiseerde zorgen nodig heeft die niet in het dichtstbijzijnde ziekenhuis kunnen worden geleverd, en dus naar een ander gespecialiseerd ziekenhuis moet worden overgebracht. De Noodcentrale 112 kan ook toestaan om een anderstalige patient naar een spoedgevallendienst in zijn/haar eigen taal te laten afvoeren, dat kan enkel wanneer de aanrijtijd naar dat ziekenhuis niet meer dan 10 minuten afwijkt. Alsook kan er een afwijking toegetsaan worden van 10 minuten via een gekend dossier. Een huisarts ter plaatse dient een attest ("HA01") te schrijven. De Operator kan ook zelf een afwijking toestaan van enkele minuten. De Noodcentrale 112 heeft dus altijd het laatste woord en beslist of de afwijking kan worden toegestaan. Bijvoorbeeld een MUG wilt een afwijking naar een ziekenhuis maar de regiodekking laat dit niet toe kan de Operator dit steeds ontkrachten. In het kader van het Medisch Interventieplan kan ook bepaald worden dat patiënten naar een ander verdergelegen ziekenhuis moeten worden afgevoerd om zo alle patiënten te spreiden. Spoedgevallendiensten zijn wettelijk verplicht de patiënten op te vangen die er door de hulpdiensten heen zijn gevoerd. De overdracht van de patiënt aan de spoedgevallendienst beëindigt de opdracht van de Dringende Geneeskundige Hulpverlening.

### Rampenplan
De Noodcentrale 112 is bij grote incidenten als enige formeel bevoegd het Medisch Interventieplan (MIP) af te kondigen. Enkele mensen zoals de Federale Gezondheidsinspecteur (FGI), een operator van de Noodcentrale of de eerste MUG-arts ter plaatse zijn tevens bevoegd om te vragen het MIP af te kondigen. De Operator kan dit enkel formeel afkondigen. Bij de afkondiging van het MIP stelt de Noodcentrale 112 onder andere de Snel Inzetbare Middelen van het Rode Kruis en de Directeur Medische Hulpverlening (Dir-Med) op de hoogte en zendt het de benodigde hulpdiensten ter plaatse. Er zijn vier niveaus qua alarmering: pre-MIP, MIP, Uitgebreid MIP en Maxi MIP. Elk hebben hun eigen criteria voor afkondiging en vereisen dat een bepaald minimum aan actoren en middelen gealarmeerd wordt. Naast de alarmering staat de Noodcentrale 112 ook in voor de communicatie tussen de ingezette middelen. Ook alarmeert het de betrokken ziekenhuizen zodat deze intern de nodige voorbereidingen kunnen treffen. Om een optimale communicatie te verzekeren, kan een operator van de Noodcentrale 112 als Coördinator Liaison NC 112 ter plaatse ter beschikking worden gesteld van de Dir-Med.

### Radiocommunicatie
Alle Ambulances, MUG's en PIT's beschikken over radiocommunicatiemiddelen voor het ASTRID-netwerk om met de Noodcentrale 112 te kunnen communiceren. Het ASTRID-netwerk is gebaseerd op de TETRA-standaard. Naast de Noodcentrale 112 en de medische hulpdiensten zijn ook de politie, de brandweer, de Civiele Bescherming, het Belgisch leger en enkele andere diensten op het ASTRID-netwerk aangesloten.

### Beheer
Alle Noodcentrales 112 beschikken over een Dienstchef (meestal officier brandweer), Site-coordinator, medisch directeur, een adjunct-medisch directeur en een verpleegkundige-regulator die het personeel bijstaat. De directeurs werken samen met die van andere Noodcentrale 112. De Federale Gezondheidsinspecteur (FGI) controleert de werking van de Noodcentrale 112. Het beheer van de Noodcentrale 112 valt onder het Agentschap 112 van de Federale Overheidsdienst Binnenlandse Zaken. Het Agentschap 112 is in 2004 opgericht om de overgang naar de geïntegreerde 112-centra te faciliteren en deze te beheren. Daarnaast heeft de Federale Overheidsdienst Volksgezondheid inbreng over de medische aspecten van de Noodcentrale 112. Elke Noodcentrale 112 is verder ook vertegenwoordigd in de Provinciale Commissie voor Dringende Geneeskundige Hulpverlening (PCDGH) van zijn provincie. De PCDGH's houden toezicht op de werking van de Noodcentrale 112. Op federaal niveau zijn de Noodcentrales 112 vertegenwoordigd in de Nationale Raad voor Dringende Geneeskundige Hulpverlening.

## 100, 101 of 112?
Soms kan het verwarrend zijn welk noodnummer men nu moet bellen in een noodsituatie. Sinds 11 februari 2020 komt men terecht op een keuzemenu bij het bellen van 112 of 101. Op het keuzemenu krijgt men een stem te horen die de keuze aanbiedt tussen: ziekenwagen, brandweer of politie. Ook wanneer men geen keuze maakt zal de oproep bij een operator terecht komen. Het nummer "100" werkt nog steeds, maar is verouderd.  
Dringende politiehulp: 112 of 101 - Communicatie- en Informatiecentra (CIC)
Dringende brandweerhulp: 112, 100 of 911 - Noodcentrale 112 (NC112)
Dringende medische hulp: 112, 100 of 911 - Noodcentrale 112 (NC112)
Niet-dringende Brandweerhulp: 1722 - Noodcentrale 112 (NC112)
Dokter van wacht: 1733 - Noodcentrale 112 (NC112)
Het noodnummer 112 is het Europese noodnummer dat in elk land van de Europese Unie (en enkele andere landen waaronder IJsland, Noorwegen, Zwitserland, Rusland, Turkije en Israël) werkt. Voor de rest van Europa wordt daarom 112 door de overheid aanbevolen als het te bellen nummer voor alle noodsituaties. Volgens de Eurobarometer van 2013 over het Europese noodnummer 112 wist 49% van alle Belgen dat ze 112 in België kunnen gebruiken en wist 48% dat ze 112 overal in Europa kunnen gebruiken. Eind 2015 wist 71% van alle Belgen dat ze 112 in België kunnen gebruiken en 65% wist dat ze 112 overal in Europa kunnen gebruiken.
In juni 2016 lanceerde minister van Binnenlandse Zaken Jan Jambon de 112 Kidscampagne om het noodnummer 112 aan kinderen aan te leren. De campagne kwam er nadat de zesjarige Shayan uit Spa een 112 Award kreeg voor 'outstanding citizen' van de European Emergency Number Association (EENA) omdat hij in 2015 zijn moeder redde door 112 te bellen nadat zij bewusteloos was gevallen.

## Statistieken
In 2013 bleek uit cijfers van toenmalig minister van Binnenlandse Zaken Joëlle Milquet dat in 2011 28% van alle oproepen naar de Noodcentrales 112 die met de CityGIS-software werkten valse oproepen (die minder dan 30 seconden duurden) waren. Het ging om 589.420 oproepen. In 2009 werden er 378.262 dergelijke oproepen geregistreerd; daarmee steeg het aantal valse oproepen met meer dan de helft op twee jaar tijd.
In 2014 ontvingen alle Noodcentrales 112 in totaal 3.013.569 oproepen (ongeveer 8.250 per dag), waarvan 43% geen noodoproepen en 31% broekzakoproepen waren. In 2015 daalde dat tot 2.773.742 oproepen (ongeveer 7.600 per dag), waarvan 1.067.287 oftewel 37% geen noodoproepen en 25% broekzakoproepen waren. In 2016 ontvingen de Noodcentrales 112 2.707.959 oproepen waarvan slechts 1.109.913 echte noodoproepen betrof. Er komen ongeveer viermaal meer oproepen binnen voor medische hulp dan voor de brandweer. Meer dan 70% van de oproepen wordt met een mobiele telefoon gedaan.

## Problemen

### Valse oproepen
De Noodcentrale 112 krijgen vaak te maken met valse oproepen. Dit kunnen accidentele oproepen zijn, zoals wanneer de toetsen van een gsm per ongeluk ingedrukt worden in iemands broekzak (zogenaamde broekzakbellers), maar ook bijvoorbeeld kwaadwillige oproepen, zoals wanneer iemand voor de grap naar de noodnummers belt. Bij herhaalde kwaadwillige oproepen en na verwittiging kan een Noodcentrale 112 een kwaadwillige beller voor een aantal uren blokkeren, waardoor deze het Noodcentrale 112 tijdelijk niet meer kan bereiken. Het kwaadwillig bellen van noodnummers is in België tevens strafbaar. Gemiddeld is meer dan een op vier oproepen naar de Noodcentrale 112 een valse oproep. Om dit aantal valse oproepen terug te dringen, lanceerden de Federale Overheidsdiensten Binnenlandse Zaken en Volksgezondheid samen met de politie in 2012 een informatiecampagne over het juiste gebruik van noodnummers: “Noodoproepen: geen gezever”.

#### Testnummers noodcentrale België
Om de correcte routering van een oproep naar de noodnummers te kunnen testen zonder effectief naar de noodcentrale te bellen bestaan er in België speciale testnummers. Daarmee kan de oproeper controleren of het noodnummer effectief bereikbaar is via de gebruikte telefoonverbinding en tevens in de verwachte provincie aankomt. Wanneer de telefoonverbinding verloopt via een private telefooncentrale, met speciale kiesregels of een "nomadische" (= niet gebonden aan een vaste aansluiting) telefoonlijn kunnen de nooddiensten onbereikbaar zijn.
Er zijn twee testnummers: 
- 117 = CIC101 (politie)
- 119 = NC112 (brandweer, ambulance)

De beller krijgt hetzelfde interactieve menu zoals het echte nummer: 
- als hij 1 drukt, komt hij op het 119-nummer van zijn provincie
- als hij 2 drukt, komt hij op het 117-nummer van zijn provincie
- als hij géén keuze maakt, wordt hij doorgeschakeld naar 117/119 (naargelang het nummer dat hij vormde). Dit is een simulatie van de realiteit met 112/101.

Via deze testnummers kan men de nooddiensten niet bereiken. Ze zijn voornamelijk bedoeld voor technici die bedrijfstelefoniecentrales configureren of gsm-masten installeren en die voor inbedrijfstelling willen controleren dat noodoproepen correct afgewikkeld zullen worden.

### Plaatsbepaling
Tot 2012 kon de locatie van iemand die belde met een mobiele telefoon niet vastgesteld worden. Bij een vaste telefoonverbinding verscheen het adres wel al automatisch op het scherm. Nochtans was de technologie er al maar door juridische conflicten over wie de kostprijs moest dragen kwam er niets van. Eind 2011 besloot ASTRID daarom voor eigen rekening om de Communicatie- en Informatiecentra en de Noodcentrales 112 van de technologie te voorzien. Nadat begin 2012 de Communicatie- en Informatiecentra met de technologie waren uitgerust werd de plaatsherkenning uitgebreid naar de Noodcentrales 112.
Sinds juni 2017 zijn alle Noodcentrales 112 tevens uitgerust om locatieberichten van smartphones te ontvangen via Advanced Mobile Location (AML). Naast de invoering van AML werd ook de app '112 BE' gelanceerd waarmee bij een noodoproep eveneens de locatie van de smartphone aan de Noodcentrale 112 wordt doorgegeven.

### Bestaffing
Al een aantal jaren hebben de Noodcentrales 112 niet altijd voldoende personeel om alle noodoproepen te beantwoorden. In september 2013 staakte het personeel van de Noodcentrale 112 van Oost-Vlaanderen om de chronische onderbemanning aan te klagen. Agenten van de federale politie namen toen in hun plaats de noodoproepen aan. Minister van Binnenlandse Zaken Jambon stelde eind 2015 het idee voor om een keuzemenu in te voeren voor de noodnummers om niet-dringende oproepen af te remmen. Dat idee kwam echter onder vuur te liggen van experts omdat het te omslachtig zou zijn. Er zou ook werk gemaakt worden van doorschakelsystemen waarbij overbelaste Noodcentrales 112 oproepen naar andere Noodcentrales 112 zouden kunnen doorsturen.
Begin augustus 2016 sloegen de vakbonden van het personeel in de Noodcentrales 112 opnieuw alarm omtrent de onderbemanning van de Noodcentrales 112. Er werd melding gemaakt van honderden oproepen die niet beantwoord konden worden. Ook werd de situatie geschetst van een avond waarop er maar één operator was voor alle noodoproepen in de Noodcentrale 112 van Vlaams-Brabant. De vakbonden eisten meer personeel.
Begin 2019 sloeg men opnieuw alarm over de onderbemanning in de noodcentrales. Het voorziene personeelskader voor de noodcentrales was maar voor 80% gevuld: op de voorziene 311 operatoren voor de NC's 112 en 361 operatoren voor de CIC's (samen 672 operatoren) ontbraken er gemiddeld 135 mensen. Het personeelstekort zou met 39% het grootst zijn in het CIC van Vlaams-Brabant, waar op sommige momenten maar twee calltakers en drie dispatchers aan de slag zouden zijn. Voor het Vlaams-Brabantse CIC dienden de vakbonden in februari 2019 een stakingsaanzegging in; volgens hen waren de tekorten het gevolg van overheidsbesparingen en veroorzaakten deze ernstige veiligheidsrisico's. Volgens minister van Binnenlandse Zaken Pieter De Crem (CD&V) was het ondanks rekruteringscampagnes en televisieprogramma's als De noodcentrale moeilijk om voldoende kandidaten te vinden voor alle vacatures. Volgens hem hadden de sociale voordelen die operatoren genieten tevens ook een invloed op hun inzetbaarheid.

### Oproepenpiek bij stormweer
Bij stormweer of gelijkaardige gebeurtenissen krijgen de Noodcentrales 112 vaak een overvloed aan oproepen voor bijvoorbeeld wateroverlast waardoor ze die niet allemaal tijdig kunnen behandelen. Bij een dergelijke oproepenpiek riskeren mensen in een levensbedreigende situatie minutenlang te moeten wachten op een antwoord. Zo is op 6 juni 2016 in Melsele een 46-jarige man overleden nadat hij tot drie keer toe het noodnummer 112 probeerde te bereiken. Alle drie oproeppogingen bleven onbeantwoord doordat het Oost-Vlaamse Noodcentrale 112 in Gent overbelast was met oproepen over wateroverlast; op drie uur tijd kreeg het 500 oproepen binnen. De politie vond op 15 juni het lichaam van de man nadat familieleden ongerust werden omdat ze niets meer van hem hoorden. Het parket van Dendermonde opende een strafonderzoek naar de zaak.
In 2017 is het nummer 1722 ingevoerd om voortaan te voorkomen dat mensen in levensgevaar moeten wachten op een antwoord door overbelasting bij zwaar stormweer.

### ASTRID-software
Naast de problemen omtrent de bestaffing bestaat er ook kritiek op de ASTRID-software waar enkele Noodcentrales 112 al mee werken. Zo zou volgens nationaal voorzitter van politievakbond NSPV Gert Cockx bij het Pukkelpopdrama in 2011 de ASTRID-software in het Communicatie- en Informatiecentrum van Limburg gecrasht zijn door het grote aantal noodoproepen, waardoor de operatoren een tijd lang geen oproepen meer konden behandelen. De woordvoerder van ASTRID sprak dat echter tegen. Ook zou de ASTRID-software niet altijd de dichtstbijgelegen hulpdiensten selecteren omdat de kaarten die het gebruikt, en dan vooral die van de snelheidsbeperkingen, niet altijd correct zouden zijn.

## Niet-dringende oproepen

### Nummer 1733
Om de nummers 100 en 112 te ontlasten van niet-spoedeisende medische oproepen en onnodige bezoeken aan de spoedgevallendiensten van ziekenhuizen te verminderen werd het nummer 1733 in 2008 voorgesteld door toenmalig minister van Volksgezondheid Laurette Onkelinx. Het nummer 1733 voor niet-dringende medische hulp is net als het noodnummer 112 voorzien in een Europese richtlijn. Het is de bedoeling dat in de toekomst de Noodcentrales 112 ook de oproepen naar het nummer 1733 aannemen, een triage uitvoeren op basis van de BHMR en de patiënt ofwel doorverwijzen naar de consultatie van zijn huisarts, ofwel vragen naar een huisartsenwachtpost of spoedgevallendienst te gaan, ofwel de huisarts van wacht of de hulpdiensten ter plaatse sturen. Anno 2016 is het nummer al werkzaam in enkele regio's; daar verbindt het de patiënt door met ofwel een arts van wacht ofwel de Noodcentrale 112.

### Nummer 1722
Op 1 augustus 2017 werd het nummer 1722 ingevoerd voor niet-levensbedreigende problemen bij stormweer (zoals stormschade of wateroverlast). De bedoeling ervan is de noodnummers 100 en 112 te ontlasten van minder dringende oproepen voor de brandweer. Bij stormweer kunnen de Noodcentrales 112 namelijk tot vijf keer meer oproepen binnenkrijgen dan normaal. Oproepen naar het nummer 1722 worden eveneens afgehandeld door operatoren van de Noodcentrales 112, maar dit op aparte telefoonlijnen zodat de noodnummers 100 en 112 vrij blijven voor levensbedreigende situaties. Mensen die naar 100 of 112 bellen tijdens stormweer voor dergelijke minder dringende brandweerinterventies worden dan doorverwezen naar 1722. Het nummer 1722 is niet permanent bereikbaar, maar wordt enkel geactiveerd door de Federale Overheidsdienst Binnenlandse Zaken op basis van een code oranje of rood van het Koninklijk Meteorologisch Instituut (KMI). Minstens een uur voor de storm worden de lijnen opengezet. De activatie van het nummer wordt dan tevens in de media aangekondigd. Naast het nummer 1722 kunnen mensen in veel hulpverleningszones ook terecht op een online loket of een apart telefoonnummer om minder dringende brandweerinterventies aan te vragen.
Sinds het voorjaar van 2018 wordt het nummer 1722 ook geactiveerd op basis van een code geel van het KMI. Dit omdat soms ook bij code geel veel oproepen voor stormschade binnenkomen. Op termijn is het de bedoeling het nummer 1722 permanent beschikbaar te maken voor niet-dringende brandweerinterventies. Een activatie bij bepaalde weersvoorspellingen zal dan niet meer nodig zijn. Hieronder een overzicht van wanneer het nummer 1722 actief is geweest:
| Datum                | Situatie | Aantal oproepen                                   |
| -------------------- | --- | ------------------------------------------------- |
| 15 augustus 2017     | Eerste activatie voor stormweer. | Ca. 80 (waarvan ca. de helft uit West-Vlaanderen) |
| 12-13 september 2017 | Activatie voor stormweer. |                                                   |
| 2-3 januari 2018     | Activatie voor stormweer. | 5.516                                             |
| 18 januari 2018      | Activatie voor stormweer. Het nummer raakte in de loop van de dag overbelast, waarop de Antwerpse brandweer zelf een apart callcenter inrichtte om alle oproepen te kunnen ontvangen. | 31.221 (tussen middernacht en 16 uur)             |
| 29 april 2018        | Activatie voor stormweer. KMI voorspelde hevige onweersbuien voor Limburg en grote delen van Wallonië.                                                                                | 877 (vooral uit de provincie Namen)               |
| 22-25 mei 2018       | Activatie voor stormweer. Vooral oproepen uit Vlaams-Brabant voor wateroverlast. | 3.171                                             |
| 28 mei-2 juni 2018   | Activatie voor stormweer. De meeste oproepen (meer dan 5.000) gedurende de week kwamen uit de provincie Luik.                                                                         | 7.642                                             |
| 6-8 juni 2018        | Activatie voor stormweer. Voornamelijk oproepen uit de provincies West-Vlaanderen en Namen.                                                                                           | 497                                               |
| 7-11 augustus 2018   | Activatie voor stormweer. Vooral oproepen uit de provincie Antwerpen. | 1.503 (tussen 17 en 7:30 uur van 7 op 8 augustus) |
| 16-17 augustus 2018  | Activatie voor stormweer (code geel). |                                                   |
| 29 augustus 2018     | Activatie voor onweer (code geel). |                                                   |
| 5-6 september 2018   | Activatie voor onweer. |                                                   |
| 23 september 2018    | Activatie voor onweer (code geel voor kust, Luik, Namen en Luxemburg). |                                                   |
| 2 december 2018      | Activatie voor onweer (code geel). |                                                   |

## Toekomst

### Geïntegreerde 112-centra
In de toekomst worden alle Noodcentrales 112 samengevoegd met de Communicatie- en Informatiecentra van de politie (101) tot geïntegreerde 112-centra die de noodoproepen voor alle hulpdiensten (politie, brandweer en medische hulp) behandelen. In de praktijk worden de Noodcentrales 112 gefederaliseerd (het beheer komt ten laste van de federale overheid daar waar vroeger de gemeenten verantwoordelijk waren voor het beheer; en de operatoren krijgen een federaal personeelsstatuut), op dezelfde plaats gehuisvest als de Communicatie- en Informatiecentra en schakelen ze om naar de CAD-software van ASTRID waarmee alle Communicatie- en Informatiecentra al werken. Binnen de FOD Binnenlandse Zaken houdt het 'projectteam 112' zich bezig met het uitvoeren van de migratie. De eerste migraties startten in 2006. Anno 2013 hadden alle personeelsleden al een federaal statuut gekregen en was deze migratie voltrokken in de provincies Vlaams-Brabant, Oost-Vlaanderen, West-Vlaanderen en Namen. Eind 2013 besloot toenmalig minister van Binnenlandse Zaken Joëlle Milquet echter het 'project 112' in de koelkast te steken. De nog niet gemigreerde Noodcentrales 112 blijven voorlopig met de CityGIS-software werken.
Eenmaal de migratie is voltooid, gebeurt de verwerking van de oproepen anders. Er werken dan namelijk twee soorten operatoren: neutrale 'calltakers' die de oproepen aannemen en de gegevens registreren en 'dispatchers' die ofwel voor de politie ofwel voor de brandweer en medische diensten de eenheden alarmeren en contact met hun blijven onderhouden tijdens de interventie. Dit is nodig omdat het personeel bij de Communicatie- en Informatiecentra politieagenten zijn en er anders problemen zouden ontstaan omtrent het medisch beroepsgeheim.

### eCall
eCall is een Europees systeem in personenwagens dat wanneer het een ongeval detecteert de hulpdiensten automatisch kan alarmeren, zelfs als bestuurders en passagiers bewusteloos zijn. De Europese wetgeving verplicht de invoering van eCall voor nieuwe voertuigen vanaf 2017. België trad op 14 januari 2013 toe tot het Harmonised eCall European Pilotproject (HeERO) waarbinnen verschillende Europese lidstaten zich voorbereiden op de invoering van het Europese systeem. In België wordt een concept onderzocht waarbij er een voorafgaande filtering van de eCalls plaatsvindt om te vermijden dat de Noodcentrales 112 overbelast zouden worden door nodeloze oproepen. Zolang er geen pan-Europese standaard voor eCalls is bepaald en voorafgaande filtering niet kan gebeuren, krijgen private dienstverleners in België voorlopig geen toegang tot de Noodcentrales 112.

## Wetgeving
Tot 2011 werd de werking van de Noodcentrales 112 geregeld door de wet van 8 juli 1964 betreffende de dringende geneeskundige hulpverlening (wet DGH) en zijn uitvoeringsbesluiten. De wet van 29 april 2011 houdende oprichting van de 112-centra en het agentschap 112 (wet 112) en de uitvoeringsbesluiten van die wet hieven de bepalingen uit de wet DGH op en regelen voortaan de werking van de Noodcentrales 112, de toekomstige geïntegreerde 112-centra en het Agenstchap 112. Verder bevatten ook de wet van 13 juni 2005 betreffende de elektronische communicatie en de uitvoeringsbesluiten van die wet een aantal bepalingen rond het technisch beheer van de noodoproepen naar de Noodcentrales 112. De wet van 15 mei 2007 betreffende de civiele veiligheid en de uitvoeringsbesluiten ervan regelen ook een aantal aspecten van de Noodcentrales 112 met betrekking tot de alarmering van de brandweerdiensten en de rampenplannen. Ten slotte regelt de wet van 8 juni 1998 betreffende de radiocommunicatie van de hulp- en veiligheidsdiensten en de uitvoeringsbesluiten ervan de oprichting van het ASTRID-netwerk.

## Trivia
- Van 2016 tot 2019 was de televisiereeks De noodcentrale te zien op Eén, waarin het werk van de Noodcentrales 112 en de Communicatie- en Informatiecentra van de politie in beeld werd gebracht. Deze reeks bracht ook de spin-off Appel d'urgence voor de Franstalige zender RTL TVI voort.